# رونالد میچل
رونالد میچل (انگلیسی: Ronald Mitchell; July quarter 1902 – Unknown) بازیکن فوتبال اهل بریتانیا بود.
از باشگاه‌هایی که در آن بازی کرده‌است می‌توان به باشگاه فوتبال بریستول راورز، باشگاه فوتبال لیورپول، باشگاه فوتبال اسکلمرسال یونایتد، باشگاه فوتبال هال سیتی، باشگاه فوتبال نلسون، و باشگاه فوتبال بریستول سیتی اشاره کرد.